# Диртутьиттербий
Диртутьиттербий — бинарное неорганическое соединение
иттербия и ртути
с формулой YbHg2,
кристаллы.

## Получение
- Сплавление стехиометрических количеств чистых веществ:

{\displaystyle {\mathsf {Yb+2Hg\ {\xrightarrow {450^{o}C}}\ YbHg_{2}}}}

## Физические свойства
Диртутьиттербий образует кристаллы
гексагональной сингонии,
пространственная группа P 6/mmm,
параметры ячейки a = 0,4896 нм, c = 0,3534 нм, Z = 1,
структура типа диборида алюминия AlB2
.
Соединение образуется по перитектической реакции при температуре 450°C  (445°C ).